# Halántékcsonti-falcsonti izom
A halántékcsonti-falcsonti izom (latinul musculus temporoparietalis) egy apró izom az ember fején.

## Eredés, tapadás, elhelyezkedés
A fej oldalán található. A musculus auricularis superior fölött ered egy bőnyéről. A fejtető sisakon (galea aponeurotica) tapad. (Kép nem áll rendelkezésre)

## Funkció
Rögzíti a fejtető sisakot.

## Beidegzés
A ramus temporalis nervi facialis idegzi be.